# Casearia pubipes
Casearia pubipes är en videväxtart som beskrevs av Albert Charles Smith. Casearia pubipes ingår i släktet Casearia och familjen videväxter. Inga underarter finns listade i Catalogue of Life.